# Cultura de pau

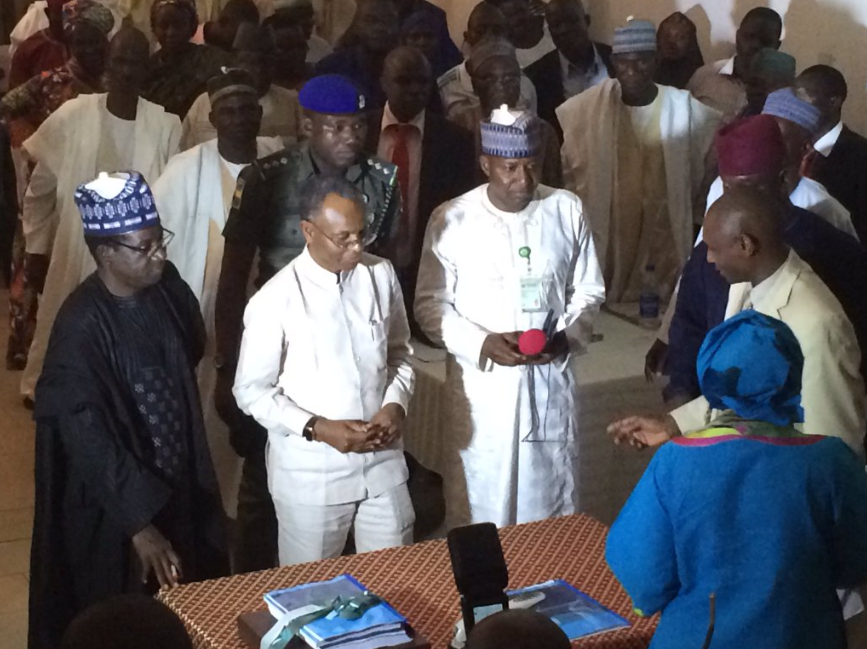
Cerimònia de declaració de pau

La cultura de pau és un conjunt de valors, actituds i comportaments que reflecteixen el respecte a la vida, a l'ésser humà i a la seva dignitat i que posen en primer pla als drets humans, el rebuig a la violència en totes les seves formes i l'adhesió als principis de llibertat, justícia, solidaritat i tolerància, així com la comprensió entre els pobles, els col·lectius i les persones».
Amb la fi de la Segona Guerra Mundial es crea l'Organització de les Nacions Unides formada inicialment per 51 països amb la finalitat de mantenir la pau, promoure la cooperació econòmica, cultural, social i humanitària, garantir la seguretat dels estats basant-se en els principis d'igualtat i autodeterminació i vetllar pel respecte dels drets humans.
Poc després es fa palès l'inici de la cursa d'armes nuclears (el 1949 es realitza el primer assaig nuclear soviètic). El perill de la guerra nuclear i la preocupació per l'ésser humà en clau mundial fan aparèixer a Europa i els Estats Units l'anomenada investigació per la pau. La pau es comença a considerar un valor absolut i la investigació d'aquesta té per finalitat la transformació de la societat internacional en una comunitat global.

## Orígens
Els orígens d'aquests estudis vers la pau es remunten a la dècada de 1930, quan el rus Pitirim Sorokin funda el Departament de Sociologia a la Universitat Harvard, i estudia les guerres dels últims segles. En la dècada de 1940, el meteoròleg britànic Lewis Fry Richardson, va estudiar també les causes de la guerra i va crear un model matemàtic sobre el rearmament, i Quincy Wright, professor de Ciència Política de la Universitat Chicago, va publicar el monumental "Un estudi sobre la guerra ", amb una visió ja multidisciplinària sobre el tema. Mary Parker va ser també una pionera en els estudis sobre negociació amb guany mutu, en el que ella deia "intercanvi integratiu".

## Història
Els inicis de la investigació per la pau, com a disciplina acadèmica, es dona en la dècada de 1950, entre les figures importants hi destaquen l'economista nord-americà Kennet Boulding, impulsor el 1955 de la revista Journal of Conflict Resolution, junt amb el psicòleg Anatol Rapoport, que dos anys després van crear un Centre per a la Recerca i la Resolució de Conflictes, i la sociòloga Elise Boulding (dona d'Anatol).

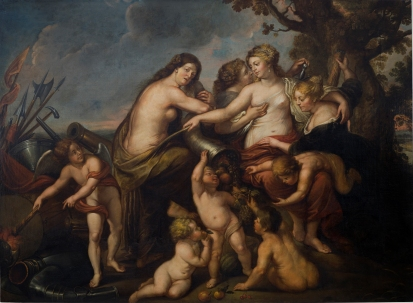
Al·legoria de la Pau i la felicitat de l'Estat. Obra conservada a la Biblioteca Museu Víctor Balaguer

### El conflicte és inevitable i no negatiu
En la dècada de 1960, destaquen les aportacions del diplomàtic australià John Burton, que va avançar la tesi que el conflicte forma part de la naturalesa humana, i que per abordar cal desenvolupar la "prevenció" (o capacitació).
La prevenció es refereix als mitjans pels quals s'anticipa i maneja una situació, eliminant les possibles causes del conflicte, sense la reserva d'una amenaça de l'ús de la força, el contrari, per tant, de les teories d'atac anticipat.
En la dècada de 1960 es va desenvolupar igualment la teoria de la negociació, com una aplicació de la teoria dels jocs en la negociació internacional. Thomas Schelling va ser un dels promotors d'aquesta, defensant que el conflicte és un fenomen molt complex en què l'antagonisme i la cooperació apareixen íntimament units. La teoria de la negociació de Schelling part del criteri que l'estratègia no es refereix a l'aplicació eficient de la força, sinó a l'explotació d'una força potencial.
El 1964, Johan Galtung va fundar l'Institut d'Investigació sobre la Pau d'Oslo (PRIO) i la revista Journal of Peace Research. Galtung defineix conceptes que han esdevingut cabdals, com violència directa i violència estructural, centre i perifèria en l'estructura general de l'imperialisme, la pau positiva i la pau negativa, la distinció entre "peacekeeping", "peacemaking" i "Peacebuilding" el 1975, que 18 anys més tard serien assumits per les Nacions Unides.

### Atendre els conflictes manifestats i els latents
El 1968 va aparèixer un article que va tenir molt impacte en la comunitat dedicada a la investigació sobre la pau. Herman Schmid va proposar que la investigació havia d'explicar no només com es controlen els conflictes manifestats, sinó també, i especialment, com es manifesten els conflictes latents. Schmid reclamava que s'havia d'explicar no com es produeix la integració, sinó com es polaritzen els conflictes en un grau tan elevat.
Herbert Kelman, psicòleg social, va contribuir també en aquesta època a la realització de tallers de resolució de problemes, amb la participació d'actors involucrats en diversos conflictes armats. Amb els anys, aquests tallers s'han convertit en "tallers de pre-negociació" o de "post-negociació", dedicats a formar actors influents (no els líders), per assumir amb major responsabilitat i garanties d'èxit les respectives etapes.
En la dècada de 1970 i la dècada de 1980 es produeix un fort desenvolupament en aquest camp, degut en part a l'interès per analitzar les crisis internacionals, les guerres internes, els conflictes socials, els processos de mediació, l'acció no-violenta, etc.

### Mediació, no-violència i diplomàcia paral·lela
En els 70, un dels teòrics no-violents més importants va ser Gene Sharp, que va estudiar i sistematitzar les accions violentes d'inspiració gandhiana. El nord-americà Paul Where va ser també una de les figures més destacades en l'estudi de la regulació de conflictes, així com un dels promotors del que després seria el paradigma de la transformació.
El budisme també ha influït en aquesta disciplina, especialment en Johan Galtung i Adam Curle, que s'han distingit igualment en el desenvolupament del paradigma de la transformació dels conflictes, posant l'accent en les arrels profundes del conflicte, les percepcions, els valors i les actituds dels actors.
Adam Curle ha vinculat l'abordatge resolutiu dels conflictes amb els processos de canvi social i estructural, de manera que defineix la pau com a desenvolupament humà. Curle ha estat també un dels pioners de la "diplomàcia paral·lela" (diplomàcia de Track II), donant pas a la intervenció de tercers no oficials, i preferint anomenar "pacificació" al procés de regulació de conflictes.
A la dècada de 1980, John Burton va treballar estretament amb Edward Azar a la Universitat de Maryland, desenvolupant el concepte de "conflicte social prolongat", en què es barregen factors interns i externs, i que després ha estat molt útil per a l'aplicació de la "teoria de les necessitats" en els tallers de resolució de conflictes, per veure fins a quin punt es neguen necessitats bàsiques com la dignitat, la seguretat o el reconeixement.
Azar ha divulgat el concepte de "conflicte resistent", per referir-se a aquells conflictes que perduren durant molt de temps, i que es resisteixen a la major part dels intents de resolució. Generalment es pensa que els conflictes prolongats, arrelats i estructurals són conflictes resistents.

### Estudis de pau i gènere
En la dècada de 1980 es va desenvolupar també la perspectiva de gènere en la resolució de conflictes, les aportacions de Betty Reardon, Myriam Miezdian i de Birgitt Brock-Utne. Els llibres sobre la pau des d'una perspectiva feminista ha revolucionat la disciplina de la investigació sobre la pau, introduint aspectes com la mística de la masculinitat associada a la violència, l'ètica de la cura i la responsabilització, etc.
Vegeu també: Lliga Internacional de Dones per la Pau i la Llibertat

### Transformació de conflictes
En la dècada de 1990 es consolida el paradigma de la "transformació de conflictes", impulsat en aquests anys particularment de la mà de John Paul Lederach, mennonita dels Estats Units amb gran experiència pràctica en la resolució de conflictes. Adam Curle i Johan Galtung, formen part d'aquest canvi conceptual.
La transformació de conflictes implica transformar el mateix conflicte perquè arribi a ser generador de capacitats constructives, de canvi social i reducció dels motius que el van generar. Posen l'accent també en les pròpies capacitats de la gent quan usen els seus propis mecanismes culturals per resoldre els conflictes.

## La cultura de la violència
Violència es defineix com «l'actitud o el comportament que constitueix una violació o una privació a l'ésser humà d'una cosa que li és essencial com a persona (integritat física, psíquica o moral, drets, llibertats…)».
Es diferencien tres tipus de violència:
- La violència directa: aquella que suposa una agressió física. Un assassinat, una tortura, una bufetada i altres formes de maltractament físic són exemples de violència directa.
- La violència estructural: violència que forma part de l'estructura social i que impedeix cobrir les necessitats bàsiques, com la generada per la desigualtat social, l'atur, les mancances en la nutrició, la manca de serveis sanitaris i educatius bàsics, etc.
- La violència cultural: es refereix a aquells aspectes de l'àmbit simbòlic (religió, cultura, llengua, art, ciències…) que es poden utilitzar per justificar o legitimar la violència estructural o directa, aquelles argumentacions que ens fan percebre com a «normals» situacions de violència profunda. La violència cultural també pot prendre el nom de cultura de la violència. Un subgrup n'és el de la cultura de la violència sexual envers les dones.

La violència estructural i la cultural es consideren formes de violència perquè ambdues constitueixen una violació o privació d'alguna cosa que esdevé essencial per preservar la dignitat humana.
Sovint, les causes d'un cas de violència directa estan relacionades amb situacions de violència estructural: moltes guerres són conseqüència d'un abús de poder que recau sobre una població oprimida, o d'una situació d'injustícia social. Minimitzar la violència estructural pot ser un mitjà de prevenció de la violència directa molt efectiu

## La pau a la cultura de pau
Segons les persones o les cultures, hi ha diferents concepcions de la pau.
En pobles com els vikings o els huns, la principal activitat era el saqueig de comunitats properes, s'exalten per contra els guerrers i les virtuts pròpies d'aquests. L'articulació entre la pau i el seu oposat (com la guerra, la violència, el conflicte o la còlera) és una de les claus: L'estatus de l'individu. La formació de l'adult. Els mitjans admesos. El valor de la civilització. L'estatus i el paper de les organitzacions (estat, empreses, sindicats, etc.).
A l'antiga Xina, en el Yijing (llibre filosòfico-oracular de més de 2000 anys d'antiguitat) l'oposat a la pau és l'estancament. Simbòlicament, això indicaria que la pau no és un absolut, sinó una recerca permanent o que el conflicte no és l'oposat a la pau: convé, en un tràmit cap a la pau, transformar el conflicte, no suprimir-lo. Les gestions no-violentes encarnen aquest tràmit de transformació pacífica del conflicte.
A l'antiga Grècia, eirene era el terme amb què definien la pau, una idea de pau com un estat de tranquil·litat, de serenitat, d'absència d'hostilitats entre ciutats gregues, és a dir, una harmonia en la unitat interior i social grega.

### Pax romana
Es coneix com a "pau romana" (en referència a la Pax romana de l'Imperi Romà) una situació en què una força governa exercint el poder de forma unilateral, sense estar sotmesa a cap control i sense respectar els drets d'aquells a qui governa. El propòsit de l'expressió és diferenciar a aquesta situació de la que es considera com a veritable pau, ja que encara que no comprengui violència o conflictes armats no constituiria una situació ideal o que es desitgi que perduri.

### Pau negativa
Tal com diu John Lederach, «igual que en l'Imperi Romà, la pau contemporània reflecteix els interessos dels qui es beneficien de l'estructura internacional tal com és, és a dir, els del centre i no els de la perifèria». Respon a una estructura social i econòmica imperialista i, per tant, busca mantenir l'statu quo, és a dir defensar els interessos dels qui es beneficien de l'estructura de l'Imperi respecte dels qui en resten a la perifèria.
Una concepció de la pau entesa com a absència de guerra i de desordres interns. Aquesta concepció fa aparèixer el concepte de pau negativa.

### Pau positiva
Martin Luther King va deixar dit en la seva Carta de Birmingham, escrita a la presó, que la veritable pau no és simplement l'absència de tensió: és la presència de justícia.
El concepte de pau positiva es defineix com «el procés de realització de la justícia en els diferents nivells de la relació humana. És un concepte dinàmic que ens porta a aflorar, afrontar i resoldre els conflictes de forma no violenta i el fi de la qual és aconseguir l'harmonia de la persona amb ella mateixa, amb la naturalesa i amb les altres persones». Així la pau positiva és, a més que l'absència de guerra, un procés en constant construcció. No és un estat o un temps de pau, sinó un ordre social de reduïda violència i elevada justícia, igualtat en el control i la distribució del poder i els recursos, absència de condicions no desitjades (guerra, fam, marginació) i presència de condicions desitjades (treball, habitatge, educació).
Requereix crear unes condicions i establir un determinat tipus de relacions. Demana tenir una comprensió àmplia del concepte de violència i resoldre els conflictes de manera positiva, creativa i no violenta.

## Citacions
| « | Les guerres neixen en la ment dels homes, és en la ment dels homes on cal bastir els baluards de la pau. | » |
| — Preàmbul de la Constitució de l'Organització de les Nacions Unides per a l'Educació, la Ciència i la Cultura. 16 de novembre de 1945 | |   |